# Bryum teres
Bryum teres là một loài Rêu trong họ Bryaceae. Loài này được Lindb. mô tả khoa học đầu tiên năm 1866.